# ニシキギ
ニシキギ（錦木、学名: Euonymus alatus または Euonymus alatus f. alatus）とはニシキギ科ニシキギ属の落葉低木。庭木や生垣、盆栽にされることが多く、樹皮は薬用となる。別名、ヤハズニシキギ。カミソリノキとも呼ばれるが、これは茨城県や栃木県（塩谷郡、日光市）の方言名であった（参照: #名称）。

## 名称
和名「ニシキギ」の由来は、真っ赤で鮮やかな紅葉の美しさを錦に例え、「錦の木」となり転訛したことによる。別名ヤハズニシキギ。日本の地方によって、キツネノカミソリなど、以下のような方言名が存在する。
- カミスリギ: 栃木県（日光市）、岐阜県（恵那郡）[8]
- カミスリバラ: 神奈川県（津久井郡）[8]
- カミスリマユミ: 栃木県（日光市）、木曾地方[8]
- カミソリ: 甲州河口[8]
- カミソリギ: 山梨県（都留郡）、静岡県（駿東郡）、和歌山県（伊都郡）、岡山県、徳島県（那賀郡）[8]
- カミソリノキ: 茨城県、栃木県（塩谷郡、日光市）[8]
- カミソリマユミ: 山梨県（北都留郡）[8]
- カミソリマヨメ: 山梨県（東山梨郡）[8]
- カミソリモドキ: 和歌山県（有田郡）[8]
- カミソレ: 三重県（伊賀郡）[8]
- カミソレギ: 三重県（伊賀郡）[8]
- キツネノカミソリ[注 1]: 宮城県（伊具郡）[8]
- ツルウメモドキ[注 2]: 長野県（佐久郡、北佐久郡）[8]
- トーガノカミソリ: 茨城県（常陸太田市）[8]
- マサキ[注 3]: 三重県（伊勢郡）[8]

中国植物名は、衛矛（えいほう）という。英語では winged spindle〈翼のある紡錘〉あるいは burning bush〈燃え盛る茂み〉と呼ばれる。

## 分布・生育地
日本の北海道・本州・四国・九州のほか、国外では中国、アジア北東部に分布し、低地や丘陵地、山地の山野に自生する。秋の紅葉を楽しむため、庭木としてもよく植えられる。紅葉が見事で、ニッサ・スズランノキと共に世界三大紅葉樹に数えられる。

## 形態・生態
落葉広葉樹の低木で、高さは1 - 4メートル (m) になる。樹皮は灰褐色で縦に筋がある。枝は緑色かときに紅紫色で、若い枝では表皮を突き破ってコルク質で、節ごとに十字対生して、板状の2 - 4枚の翼（よく）が発達する。翼は細い幹にも低く残り、幹には翼の痕が残っていることが多い。なお野生の個体などで、翼が出ないもの品種もあり、コマユミ（E. alatus f. ciliatodentatus、シノニム E. alatus f. striatus 他）と呼んでいる。
葉は対生し、葉身は長さ2 - 7センチメートル (cm) の倒卵形から広倒披針形で、葉縁には細かい鋸歯があり、マユミやツリバナ（Euonymus oxyphyllus）よりも小さい。枝葉は密に茂る。秋になると、葉は緑色から紫褐色を経て赤色に紅葉し、マユミやツリバナなどニシキギ科の植物の中でも最も赤色が鮮やかになる傾向がある。日当たりのよい場所では真っ赤に染まるが、日当たりが悪いとピンク色になり、更に日陰では淡いクリーム色になる。紅葉し始めのこりは緑色が混じり、しばしばグラデーションになる。
花期は初夏（5 - 6月）で、葉腋から集散花序を出して、淡黄緑色で小さく、あまり目立たない4弁の花を1 - 数個つける。果実は蒴果で、楕円形をしており、秋の紅葉するころに赤く熟すと果皮が割れて、中から橙赤色でほぼ球形をした、仮種皮に覆われた小さい種子が露出する。これを果実食の鳥が摂食し、仮種皮を消化吸収したあと、種子を糞として排泄し、種子散布が行われる。
冬芽は枝に対生して、緑色の長卵形で多数の芽鱗に包まれ、ときに褐色に縁取られる。頂芽は頂生側芽を伴う。葉痕は半円形で、維管束痕は弧状で1個つく。

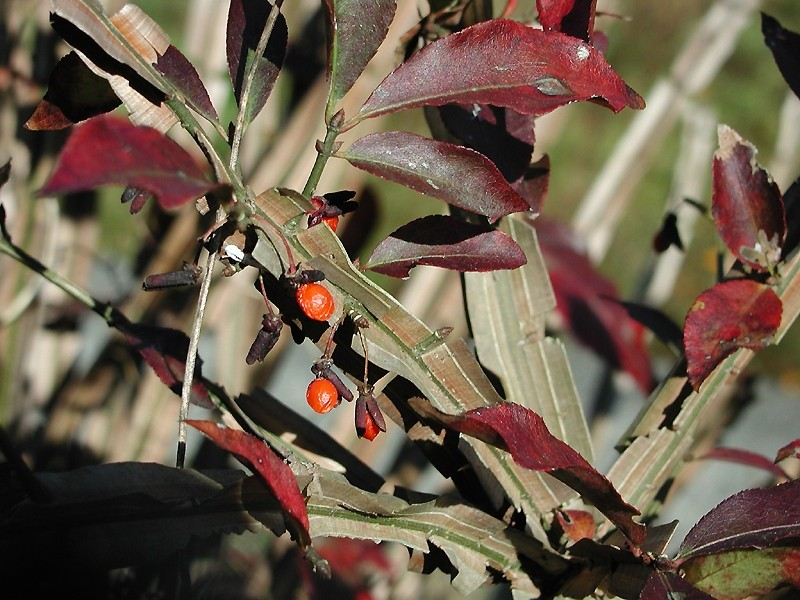
種子
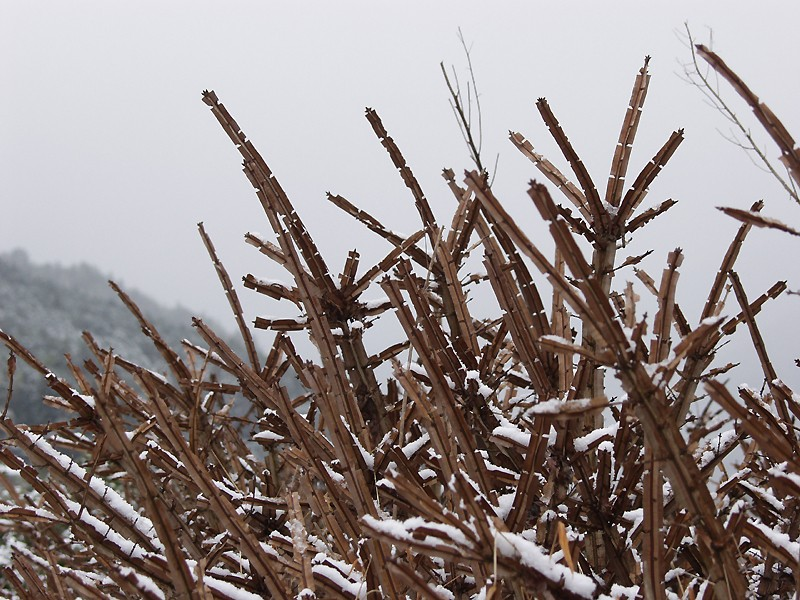
枝
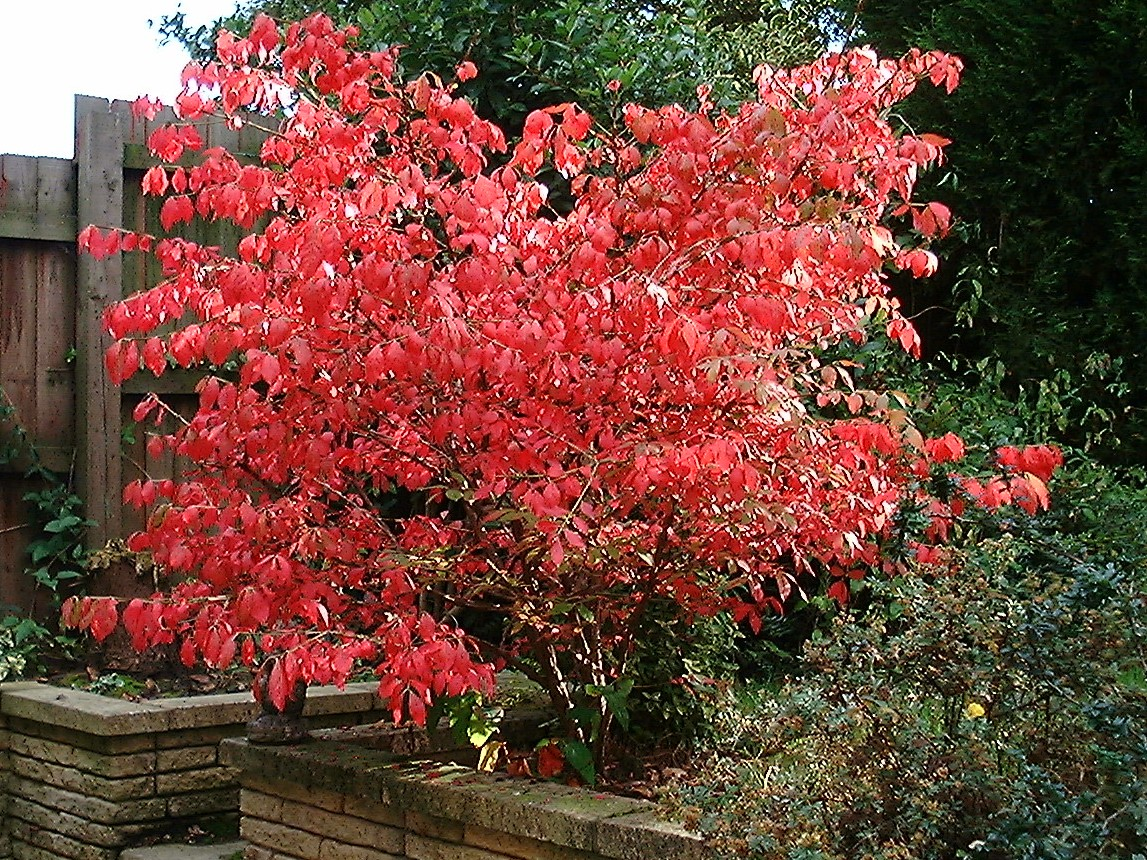
紅葉

## 栽培
栽培は容易で、繁殖は播種または挿し木で行う。播種は秋に採取した種子をすぐに蒔き、挿し木は枝を10 - 15 cmに切って挿し、乾燥させないようにビニールで覆う。
紅葉を美しくするために西日を避けた日当たりの良い場所に植える。剪定は落葉中に行う。よく芽を付ける性質なので、生垣の場合は強く剪定してもよい。

## 利用
秋の紅葉が鮮やかで、庭園樹、盆栽、公園樹によく用いられる。材は細工物に使い、特に良質の版木になる。樹皮は薬用となり、かつて和紙を作るのに用いられた。
日本では民間薬として、秋に採取した果実や、初夏に採った樹皮（翼）、根を用いていて、それぞれ天日で乾燥させる。中国には無く、漢方では使用されない。黒焼き用の枝葉は、アルミ箔に包んで焼き、黒い炭にして砕いて粉末にする。打撲の鎮痛、消炎、とげ抜きの薬として用いられる。打撲・生理不順には樹皮・果実は1日量3 - 10グラムを水300 - 600 ccで半量に煎じ、3回に分けて服用する用法が知られている。とげ抜きの場合は、黒焼きを米のりと練って、紙につけて貼ると、とげが出るので引き抜く。身体を冷やす作用がある薬草のため、妊婦への使用は禁忌とされる。